# Kružlová
Kružlová est un village de Slovaquie situé dans la région de Prešov.

## Histoire
Première mention écrite du village en 1414.

## Démographie

### Évolution de la population
| Année:               | 1994. | 2004.   | 2014.    | 2024.    |
| -------------------- | ----- | ------- | -------- | -------- |
| Nombre de personnes: | 522   | 566     | 684      | 753      |
| Différence:          |       | +8,42 % | +20,84 % | +10,08 % |

| Année:               | 2023. | 2024. |
| -------------------- | ----- | ----- |
| Nombre de personnes: | 753   | 753   |
| Différence:          |       | +0 %  |